# 11765 Alfredfowler
11765 Alfredfowler eller 9057 P-L är en asteroid i huvudbältet som upptäcktes den 17 oktober 1960 av den nederländsk-amerikanske astronomen Tom Gehrels och det nederländska astronomparet Ingrid van Houten-Groeneveld och Cornelis Johannes van Houten vid Palomarobservatoriet. Den är uppkallad efter den brittiske astrofysikern Alfred Fowler.
Asteroiden har en diameter på ungefär 4 kilometer.